# ورزشگاه رودورو
ورزشگاه رودورو (فرانسوی: Stade de Roudourou‎) یک ورزشگاه در شهر گنگام، فرانسه است.
این ورزشگاه که در سال ۱۹۹۰ تأسیس شده دارای ۱۸٬۲۵۰ نفر ظرفیت است و ورزشگاه خانگی باشگاه فوتبال گنگام محسوب می‌شود.

## نگارخانه

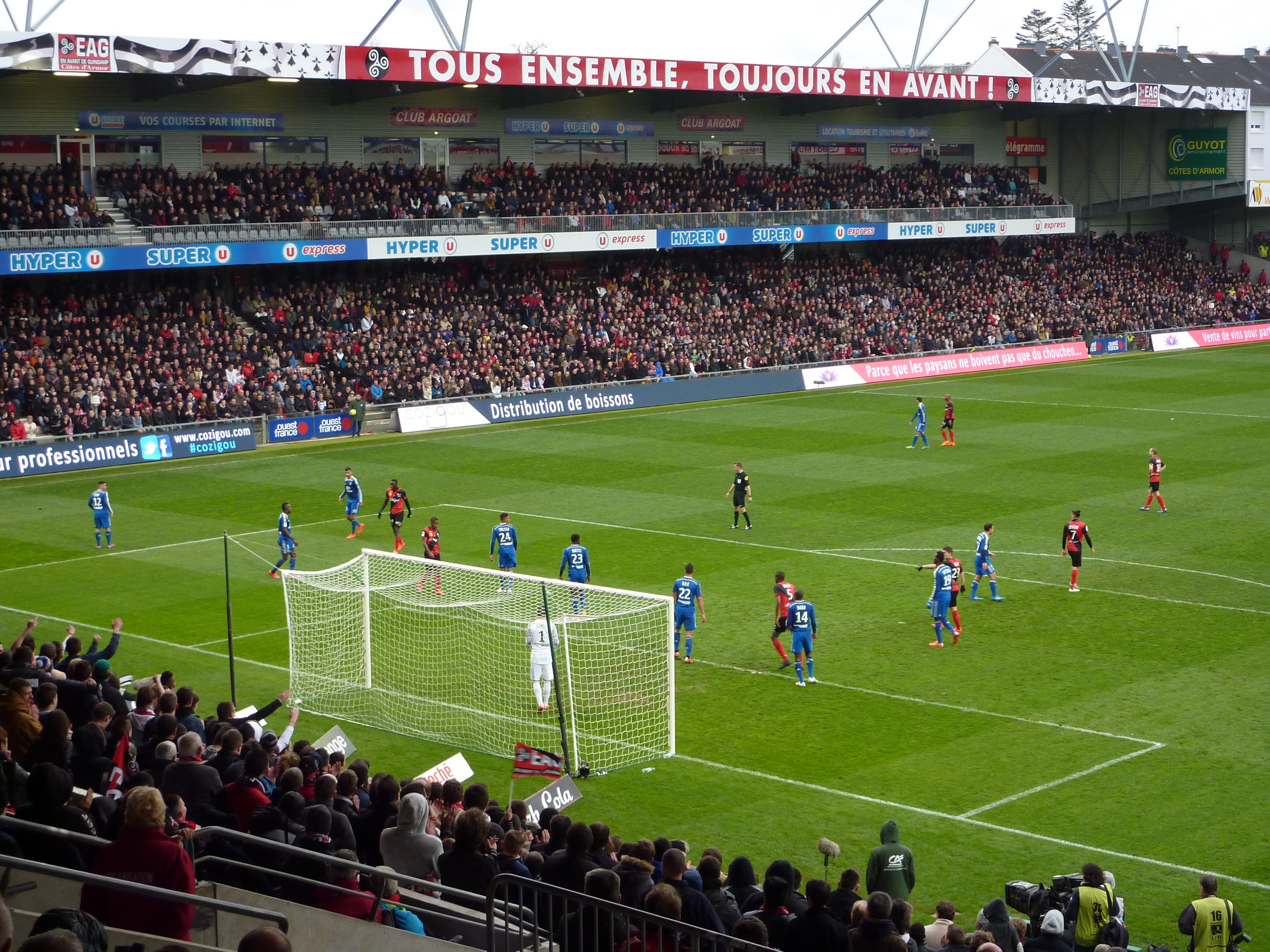
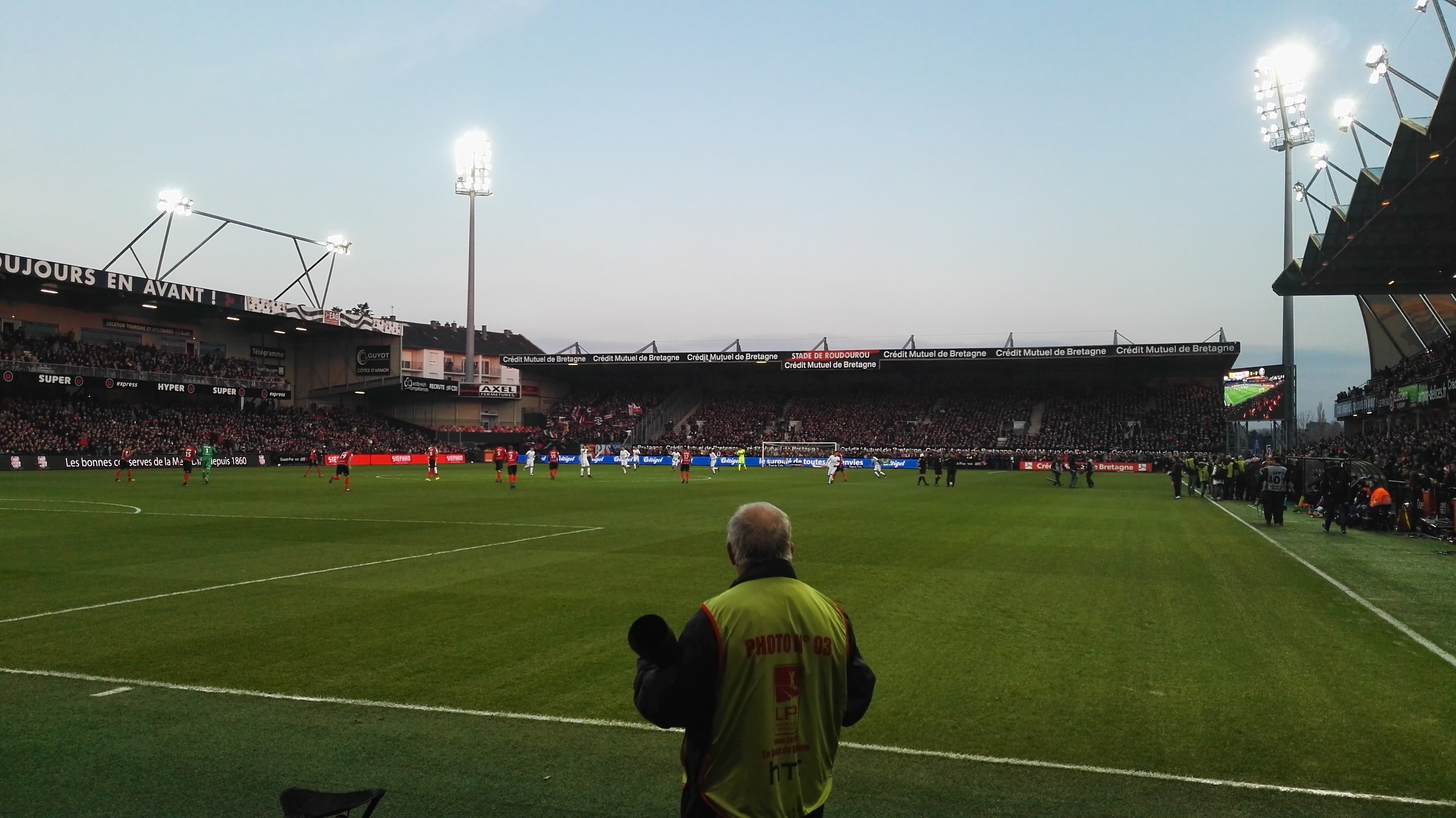
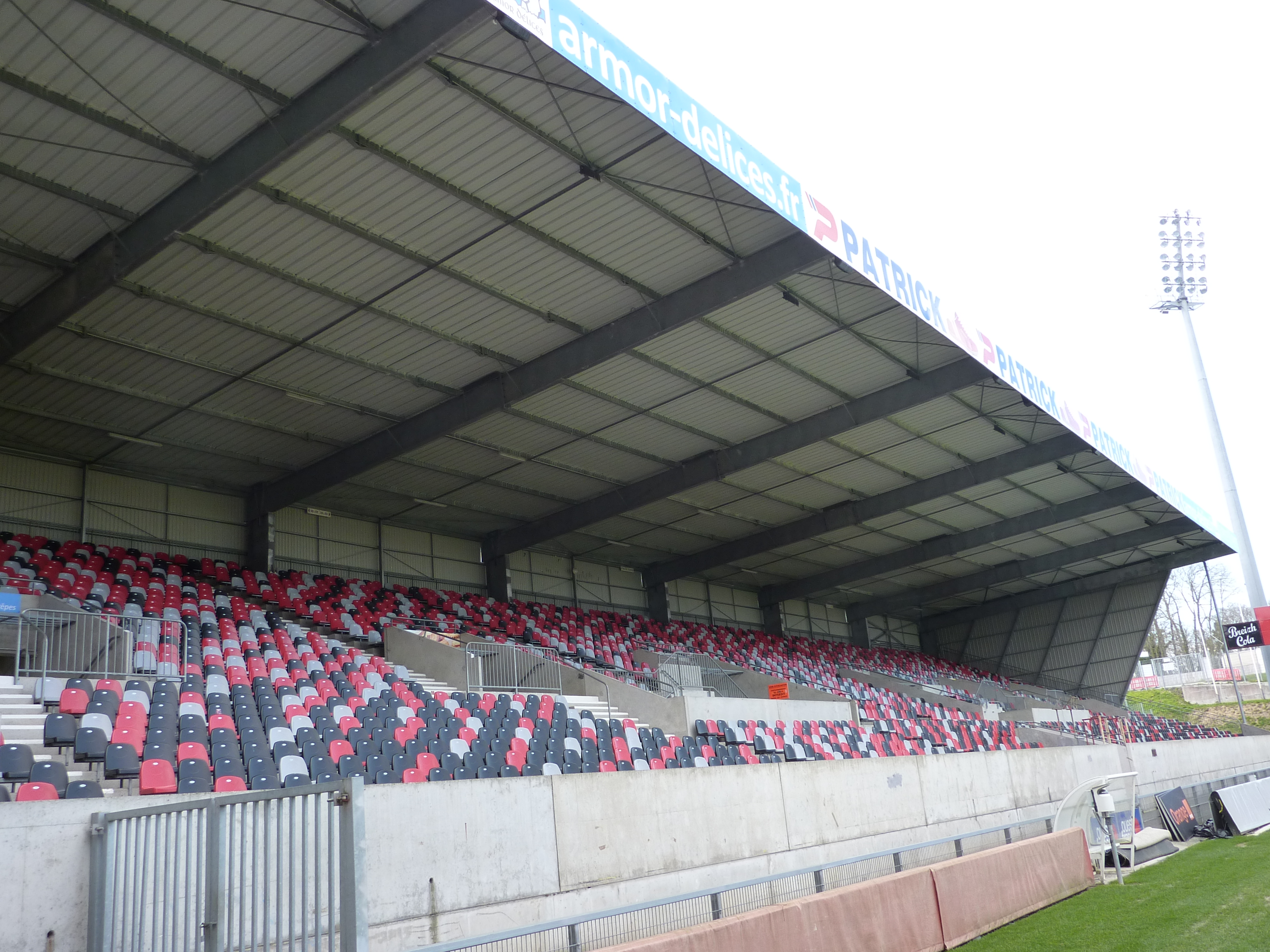